# Arbona
Arbona (en euskera: Arbona; en francés: Arbonne) es una localidad y comuna francesa situada en el departamento de Pirineos Atlánticos, en la región de Nueva Aquitania y en el territorio histórico vascofrancés de Labort.
Arbonne limita al noroeste con el término municipal de Bidart, con el de Arcangues el este y con la comuna de Ahetze al suroeste.

## Heráldica
En campo de oro, un árbol frutado y desarraigado, de sinople, y un oso de sable, empinado y afrontado al árbol, acompañados en la diestra de dos clavos de sable.

## Historia
Durante la Edad Media la localidad era conocida con el nombre de Narbona mientras que durante tras la reforma administrativa de 1790 durante la Revolución francesa que dio origen a la creación del departamento de Bajos Pirineos o Basses-Pyrénées fue renombrada como Constante. Entre 1970 y 1972 el Partido Carlista organizó en este pueblo los llamados Congresos de Pueblo Carlista.

## Patrimonio
La iglesia de Arbona es un edificio del siglo XII con un campanario característico de las construcciones religiosas vascofrancesas. Sus techos están pintados y dispone de galerías en madera tallada junto con una pila de agua bendita cuyo uso estaba reservado a los agotes.

## Demografía
| Gráfica de evolución demográfica de Arbonne entre 1800 y 2012 |
|                                                               |

Fuentes: Ldh/EHESS/Cassini e INSEE.